# Großer Preis von Malaysia 2004
Der Große Preis von Malaysia 2004 (offiziell 2004 Petronas Malaysian Grand Prix) fand am 21. März auf dem Sepang International Circuit in Sepang statt und war das zweite Rennen der Formel-1-Weltmeisterschaft 2004.

## Berichte

### Hintergründe
Nach dem Großen Preis von Australien führte Michael Schumacher in der Fahrerwertung mit zwei Punkten vor Rubens Barrichello und mit vier Punkten vor Fernando Alonso. In der Konstrukteurswertung führte Ferrari mit neun Punkten vor Williams-BMW und mit zehn Punkten vor Renault.
Mit Michael Schumacher (zweimal) und Ralf Schumacher (einmal) traten zwei ehemalige Sieger zu diesem Grand Prix an.

### Training
Die letzten sechs Teams der Konstrukteursmeisterschaft 2003 waren berechtigt, am Freitag im freien Training ein drittes Auto einzusetzen. Diese Fahrer fuhren am Freitag, traten aber weder im Qualifying noch im Rennen an. Anthony Davidson (BAR-Honda), Björn Wirdheim (Jaguar-Cosworth), Ricardo Zonta (Toyota), Timo Glock (Jordan-Cosworth) und Bas Leinders (Minardi-Cosworth) nahmen in dieser Funktion an den Freitagstrainings teil.
Am Freitag war Kimi Räikkönen mit einer Zeit von 1:34,395 Minuten der Schnellste.
Am Samstag fuhr dann Michael Schumacher mit 1:33,391 Minuten die schnellste Zeit.

### Qualifying
Im ersten Qualifying, in dem die Startpositionen für das zweite Qualifying ermittelt wurden, erzielte Alonso mit 1:33,193 Minuten die schnellste Runde vor Jarno Trulli und Räikkönen.
Im Qualifying erzielte dann Michael Schumacher die schnellste Runde mit 1:33,074 Minuten und übernahm die Pole-Position. Auf den Plätzen zwei und drei folgten überraschend Mark Webber im Jaguar und Schumachers Teamkollege Barrichello.

### Rennen
Vor dem Start war die Strecke nass und es regnete leicht, aber keiner der Fahrer entschied sich dafür, mit Regenreifen zu starten. Beim Start erwischte Michael Schumacher einen guten Start und behielt die Führung, während Webber nahezu stationär in der Startaufstellung blieb und viele Positionen verlor. Barrichello rückte dann auf den zweiten Platz vor, gefolgt von Juan Pablo Montoya und Räikkönen, während Jarno Trulli und Jenson Button um den fünften Platz kämpften.
In der zweiten Runde kam Barrichello in einer Kurve zu weit und Montoya und Räikkönen nutzten die Gelegenheit, um ihn zu überholen. Weiter hinten erholte sich Alonso schnell und näherte sich der Punktezone. Hinter dem Spanier kollidierte Ralf Schumacher in der fünften Runde mit Webber, mit dem er um den neunten Platz kämpfte. Der Deutsche fuhr ohne Probleme weiter, während der Australier mit einem Reifenschaden an die Box musste, was sein Rennen zusätzlich beeinträchtigte. Bereits in Runde neun eröffnete Michael Schumacher die erste Boxenstopp-Serie: Gemeinsam mit dem Ferrari-Piloten tankten David Coulthard und Alonso, die bis auf den achten bzw. neunten Platz vorgerückt waren. Montoya führte drei Runden lang, bevor er seinen ersten Stopp einlegte. Es gelang dem Kolumbianer jedoch nicht, Michael Schumacher zu überholen, der das Rennen weiterhin anführte. Räikkönen behauptete seinen dritten Platz vor den kämpfenden Trulli, Button und Barrichello.
Michael Schumacher und Montoya lieferten sich ein langes Duell und fuhren mehrmals die schnellste Runde des Rennens. Der Kolumbianer näherte sich seinem Rivalen, dieser behielt jedoch einen Vorsprung von drei bis vier Sekunden. Stattdessen verlor Räikkönen an Boden und wurde von Trulli und Button überholt. In Runde 24 wurde Coulthard von Alonso überholt und verlor den sechsten Platz. Der Schotte erholte sich dank eines schnelleren Boxenstopps eine Umrundung später, als beide gleichzeitig an die Box kamen. Eine Runde später tankten auch Räikkönen und Button auf. Der Finne hatte ein Problem mit dem Tankdeckel und verlor dadurch den dritten Platz an seinen Konkurrenten. Montoya und Michael Schumacher fuhren in Runde 26 gemeinsam an die Box: Der Stopp des Kolumbianers war schneller, aber der Abstand zwischen den beiden blieb nahezu unverändert. Eine Runde später schied Ralf Schumacher, der kurzzeitig auf den vierten Platz vorrückte, wegen eines Motorschadens aus. Die Situation blieb bis zum dritten Boxenstopp, den Coulthard beim 38. Durchgang erneut eröffnete, stabil. Eine Runde später stoppte Montoya, in der nächsten Runde folgten Michael Schumacher, Button, Räikkönen und Trulli. Der Ferrari-Pilot hielt ohne besondere Probleme den ersten Platz, während der Finne aufgrund eines Getriebeproblems ausschied.
Barrichello verzögerte seinen letzten Stopp bis zur 44. Runde und schaffte es so, Trulli zu überholen und sich den vierten Platz zu sichern. In den letzten Runden erhöhten Michael Schumacher und Montoya noch etwas das Tempo, doch die Positionen waren nun eingefroren und es kam zu keinen Duellen um die ersten Plätze. Vier Runden vor Schluss musste Takuma Satō auf dem achten Platz aufgeben, damit betrat Felipe Massa die Punktezone. Es fanden keine weiteren besonderen Ereignisse statt und Michael Schumacher gewann vor Montoya, Button (erstes Karriere-Podium), Barrichello, Trulli, Coulthard, Alonso und Massa.
In der Fahrerwertung baute Michael Schumacher seinen Vorsprung vor Barrichello aus, neuer Dritter war nun Montoya. In der Konstrukteurswertung blieben die ersten drei Positionen unverändert.

## Meldeliste
| Team                       | Nr. | Fahrer               | Chassis        | Motor                 | Reifen |
| -------------------------- | --- | -------------------- | -------------- | --------------------- | ------ |
| Scuderia Ferrari Marlboro  | 01  | Michael Schumacher   | Ferrari F2004  | Ferrari 3.0 V10       | B      |
| Scuderia Ferrari Marlboro  | 02  | Rubens Barrichello   | Ferrari F2004  | Ferrari 3.0 V10       | B      |
| BMW.WilliamsF1 Team        | 03  | Juan Pablo Montoya   | Williams FW26  | BMW 3.0 V10           | M      |
| BMW.WilliamsF1 Team        | 04  | Ralf Schumacher      | Williams FW26  | BMW 3.0 V10           | M      |
| West McLaren Mercedes      | 05  | David Coulthard      | McLaren MP4-19 | Mercedes-Benz 3.0 V10 | M      |
| West McLaren Mercedes      | 06  | Kimi Räikkönen       | McLaren MP4-19 | Mercedes-Benz 3.0 V10 | M      |
| Mild Seven Renault F1 Team | 07  | Jarno Trulli         | Renault R24    | Renault 3.0 V10       | M      |
| Mild Seven Renault F1 Team | 08  | Fernando Alonso      | Renault R24    | Renault 3.0 V10       | M      |
| Lucky Strike BAR Honda     | 09  | Jenson Button        | BAR 006        | Honda 3.0 V10         | M      |
| Lucky Strike BAR Honda     | 10  | Takuma Satō          | BAR 006        | Honda 3.0 V10         | M      |
| Lucky Strike BAR Honda     | 35  | Anthony Davidson     | BAR 006        | Honda 3.0 V10         | M      |
| Sauber Petronas            | 11  | Giancarlo Fisichella | Sauber C23     | Petronas 3.0 V10      | B      |
| Sauber Petronas            | 12  | Felipe Massa         | Sauber C23     | Petronas 3.0 V10      | B      |
| Jaguar Racing              | 14  | Mark Webber          | Jaguar R5      | Cosworth 3.0 V10      | M      |
| Jaguar Racing              | 15  | Christian Klien      | Jaguar R5      | Cosworth 3.0 V10      | M      |
| Jaguar Racing              | 37  | Björn Wirdheim       | Jaguar R5      | Cosworth 3.0 V10      | M      |
| Panasonic Toyota Racing    | 16  | Cristiano da Matta   | ToyotaTF104    | Toyota 3.0 V10        | M      |
| Panasonic Toyota Racing    | 17  | Olivier Panis        | ToyotaTF104    | Toyota 3.0 V10        | M      |
| Panasonic Toyota Racing    | 38  | Ricardo Zonta        | ToyotaTF104    | Toyota 3.0 V10        | M      |
| Jordan-Ford                | 18  | Nick Heidfeld        | Jordan EJ14    | Ford 3.0 V10          | B      |
| Jordan-Ford                | 19  | Giorgio Pantano      | Jordan EJ14    | Ford 3.0 V10          | B      |
| Jordan-Ford                | 39  | Timo Glock           | Jordan EJ14    | Ford 3.0 V10          | B      |
| Minardi F1 Team            | 20  | Gianmaria Bruni      | Minardi PS04B  | Cosworth 3.0 V10      | B      |
| Minardi F1 Team            | 21  | Zsolt Baumgartner    | Minardi PS04B  | Cosworth 3.0 V10      | B      |
| Minardi F1 Team            | 40  | Bas Leinders         | Minardi PS04B  | Cosworth 3.0 V10      | B      |

Anmerkungen
1. 1 2 3 4 5  Nahm nur am Freitagstraining teil.

## Klassifikationen

### Qualifying
| Pos. | Fahrer               | Konstrukteur     | Q1         | Q2         | Start |
| ---- | -------------------- | ---------------- | ---------- | ---------- | ----- |
| 01   | Michael Schumacher   | Ferrari          | 1:33,865   | 1:33,074   | 01    |
| 02   | Mark Webber          | Jaguar-Cosworth  | 1:34,016   | 1:33,715   | 02    |
| 03   | Rubens Barrichello   | Ferrari          | 1:34,132   | 1:33,756   | 03    |
| 04   | Juan Pablo Montoya   | Williams-BMW     | 1:34,941   | 1:34,054   | 04    |
| 05   | Kimi Räikkönen       | McLaren-Mercedes | 1:33,452   | 1:34,164   | 05    |
| 06   | Jenson Button        | BAR-Honda        | 1:34,528   | 1:34,221   | 06    |
| 07   | Ralf Schumacher      | Williams-BMW     | 1:34,777   | 1:34,235   | 07    |
| 08   | Jarno Trulli         | Renault          | 1:33,264   | 1:34,413   | 08    |
| 09   | David Coulthard      | McLaren-Mercedes | 1:34,321   | 1:34,602   | 09    |
| 10   | Cristiano da Matta   | Toyota           | 1:35,684   | 1:34,917   | 10    |
| 11   | Felipe Massa         | Sauber-Petronas  | 1:35,132   | 1:35,039   | 11    |
| 12   | Giancarlo Fisichella | Sauber-Petronas  | 1:34,877   | 1:35,061   | 12    |
| 13   | Christian Klien      | Jaguar-Cosworth  | 1:35,618   | 1:35,158   | 13    |
| 14   | Olivier Panis        | Toyota           | 1:35,247   | 1:35,617   | 14    |
| 15   | Nick Heidfeld        | Jordan-Ford      | 1:36,769   | 1:36,569   | 15    |
| 16   | Gianmaria Bruni      | Minardi-Cosworth | 1:38,729   | 1:38,577   | 16    |
| 17   | Zsolt Baumgartner    | Minardi-Cosworth | 1:39,805   | 1:39,272   | 17    |
| 18   | Giorgio Pantano      | Jordan-Ford      | keine Zeit | 1:39,902   | Box   |
| 19   | Fernando Alonso      | Renault          | 1:33,193   | keine Zeit | 18    |
| 20   | Takuma Satō          | BAR-Honda        | 1:34,971   | keine Zeit | 19    |

Anmerkungen
1. ↑  Pantano startete das Rennen aus der Boxengasse, da an seinem Wagen Teile getauscht wurden, als er unter Parc-fermé-Bedingungen stand.

### Rennen
| Pos. | Fahrer               | Konstrukteur     | Runden | Stopps | Zeit        | Start | Schnellste Runde |
| ---- | -------------------- | ---------------- | ------ | ------ | ----------- | ----- | ---------------- |
| 01   | Michael Schumacher   | Ferrari          | 56     | 3      | 1:31:07,490 | 01    | 1:34,819 (06.)   |
| 02   | Juan Pablo Montoya   | Williams-BMW     | 56     | 3      | + 5,022     | 04    | 1:34,223 (28.)   |
| 03   | Jenson Button        | BAR-Honda        | 56     | 3      | + 11,568    | 06    | 1:34,967 (28.)   |
| 04   | Rubens Barrichello   | Ferrari          | 56     | 3      | + 13,615    | 03    | 1:35,350 (07.)   |
| 05   | Jarno Trulli         | Renault          | 56     | 3      | + 37,360    | 08    | 1:35,039 (12.)   |
| 06   | David Coulthard      | McLaren-Mercedes | 56     | 3      | + 53,098    | 09    | 1:35,852 (26.)   |
| 07   | Fernando Alonso      | Renault          | 56     | 2      | + 1:07,877  | 18    | 1:35,888 (07.)   |
| 08   | Felipe Massa         | Sauber-Petronas  | 55     | 3      | + 1 Runde   | 11    | 1:36,570 (07.)   |
| 09   | Cristiano da Matta   | Toyota           | 55     | 3      | + 1 Runde   | 10    | 1:36,544 (22.)   |
| 10   | Christian Klien      | Jaguar-Cosworth  | 55     | 3      | + 1 Runde   | 13    | 1:37,031 (12.)   |
| 11   | Giancarlo Fisichella | Sauber-Petronas  | 55     | 3      | + 1 Runde   | 12    | 1:36,675 (54.)   |
| 12   | Olivier Panis        | Toyota           | 55     | 5      | + 1 Runde   | 14    | 1:35,951 (23.)   |
| 13   | Giorgio Pantano      | Jordan-Ford      | 54     | 2      | + 2 Runden  | Box   | 1:39,527 (41.)   |
| 14   | Gianmaria Bruni      | Minardi-Cosworth | 53     | 3      | + 3 Runden  | 16    | 1:39,911 (11.)   |
| 15   | Takuma Satō          | BAR-Honda        | 52     | 2      | + 4 Runden  | 19    | 1:35,679 (13.)   |
| 16   | Zsolt Baumgartner    | Minardi-Cosworth | 52     | 3      | + 4 Runden  | 17    | 1:40,123 (11.)   |
| –    | Kimi Räikkönen       | McLaren-Mercedes | 40     | 3      | DNF         | 05    | 1:35,156 (12.)   |
| –    | Nick Heidfeld        | Jordan-Ford      | 34     | 3      | DNF         | 15    | 1:37,433 (15.)   |
| –    | Ralf Schumacher      | Williams-BMW     | 27     | 1      | DNF         | 07    | 1:35,607 (10.)   |
| –    | Mark Webber          | Jaguar-Cosworth  | 23     | 2      | DNF         | 02    | 1:36,922 (09.)   |

## WM-Stände nach dem Rennen
Die ersten acht jedes Rennens bekamen 10, 8, 6, 5, 4, 3, 2 bzw. 1 Punkt(e).

### Fahrerwertung
| Pos. | Fahrer             | Konstrukteur     | Punkte |
| ---- | ------------------ | ---------------- | ------ |
| 01   | Michael Schumacher | Ferrari          | 20     |
| 02   | Rubens Barrichello | Ferrari          | 13     |
| 03   | Juan Pablo Montoya | Williams-BMW     | 12     |
| 04   | Jenson Button      | BAR-Honda        | 9      |
| 05   | Fernando Alonso    | Renault          | 8      |
| 06   | Jarno Trulli       | Renault          | 6      |
| 07   | Ralf Schumacher    | Williams-BMW     | 5      |
| 08   | David Coulthard    | McLaren-Mercedes | 4      |
| 09   | Felipe Massa       | Sauber-Petronas  | 1      |
| 10   | Takuma Satō        | BAR-Honda        | 0      |

| Pos. | Fahrer               | Konstrukteur     | Punkte |
| ---- | -------------------- | ---------------- | ------ |
| 11   | Cristiano da Matta   | Toyota           | 0      |
| 12   | Giancarlo Fisichella | Sauber-Petronas  | 0      |
| 13   | Christian Klien      | Jaguar-Cosworth  | 0      |
| 14   | Olivier Panis        | Toyota           | 0      |
| 15   | Giorgio Pantano      | Jordan-Ford      | 0      |
| 16   | Gianmaria Bruni      | Minardi-Cosworth | 0      |
| 17   | Zsolt Baumgartner    | Minardi-Cosworth | 0      |
| –    | Mark Webber          | Jaguar-Cosworth  | 0      |
| –    | Nick Heidfeld        | Jordan-Ford      | 0      |
| –    | Kimi Räikkönen       | McLaren-Mercedes | 0      |

### Konstrukteurswertung
| Pos. | Konstrukteur     | Punkte |
| ---- | ---------------- | ------ |
| 01   | Ferrari          | 33     |
| 02   | Williams-BMW     | 17     |
| 03   | Renault          | 14     |
| 04   | BAR-Honda        | 9      |
| 05   | McLaren-Mercedes | 4      |

| Pos. | Konstrukteur     | Punkte |
| ---- | ---------------- | ------ |
| 06   | Sauber-Petronas  | 1      |
| 07   | Toyota           | 0      |
| 08   | Jaguar-Cosworth  | 0      |
| 09   | Jordan-Ford      | 0      |
| 10   | Minardi-Cosworth | 0      |